# Thajsko na Letních olympijských hrách 2004
Thajsko se účastnilo Letní olympiády 2004. Zastupovalo ho 42 sportovců (24 mužů a 18 žen) v 13 sportech.

## Medailisté
| Medaile | Jméno                  | Sport     | Soutěž                       |
| ------- | ---------------------- | --------- | ---------------------------- |
| Zlato   | Manus Boonjumnong      | Box       | Muži velterová váha do 64 kg |
| Zlato   | Udomporn Polsaková     | Vzpírání  | Ženy váha do 53 kg           |
| Zlato   | Pawina Thongsuková     | Vzpírání  | Ženy váha do 75 kg           |
| Stříbro | Worapoj Petchkoom      | Box       | Muži váha bantamová do 54 kg |
| Bronz   | Suriya Prasathinphimai | Box       | Muži váha střední do 75 kg   |
| Bronz   | Yaowapa Boorapolchai   | Taekwondo | Ženy váha do 49 kg           |
| Bronz   | Aree Wiratthaworn      | Vzpírání  | Ženy váha do 48 kg           |
| Bronz   | Wandee Kameaimová      | Vzpírání  | Ženy váha do 58 kg           |